# Shlomo Scharf
Shlomo Scharf (hebreo: שלמה שרף) (nació el 1 de enero de 1943 en Siberia, Unión Soviética) es un entrenador de fútbol israelí que dirigió a la  Israel desde 1992 hasta 1999, periodo en el que se recuerda especialmente el 5-0 que le endosaron a Austria. Shlomo hoy en día hace las veces de comentarista de la Ligat ha'Al en el canal de televisión Israel 10, además de ser también invitado del programa deportivo Central Stand de Sport5.
Durante su etapa de jugador militó en el Hapoel Kfar Saba.
- Datos: Q2916574
- Multimedia: Shlomo Scharf / Q2916574